# Simon Thomassin

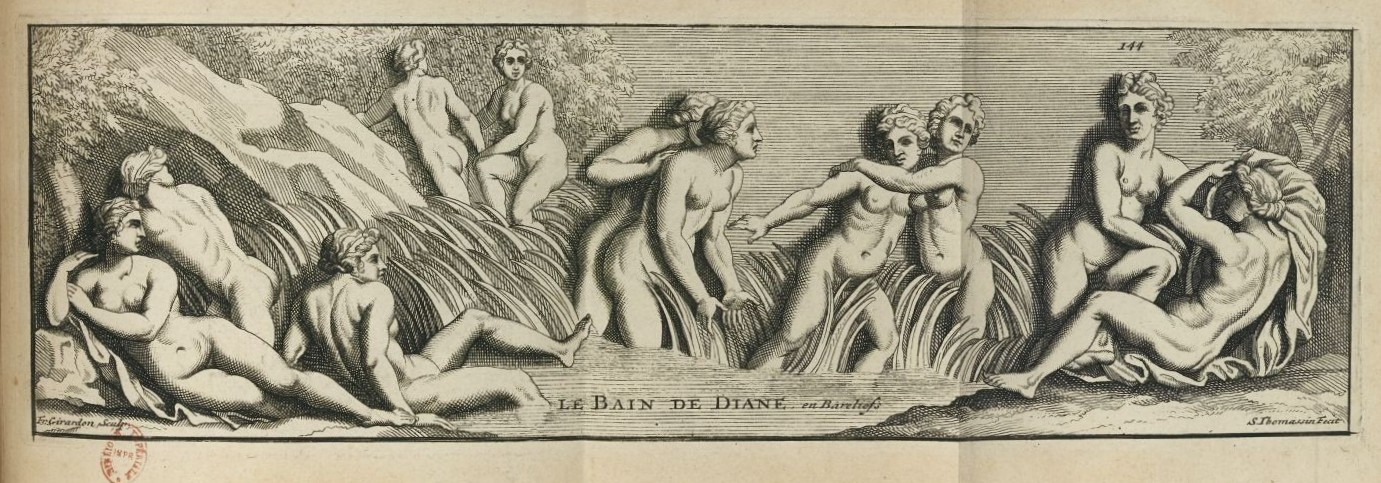
El baño de Diana, grabado de Simon Thomassin según un bajo relieve en bronce de François Girardon, Recueil des statues, groupes, fontaines..., du chateau & parc de Versailles, La Haya, 1723

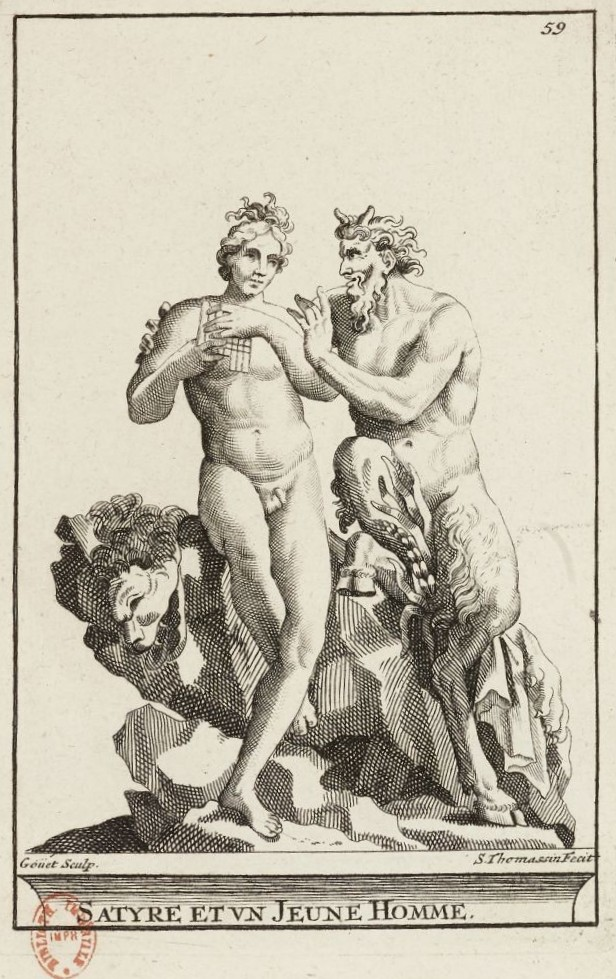
Sátiro que enseña a un joven a soplar la siringa, copia de Göuet (Jean-Baptiste Goy) de un célebre grupo de mármol de la antigüedad, Recueil des statues, groupes, fontaines...,du chateau & parc de Versailles, La Haya, 1723

Simon Thomasin (Troyes, 1654/1655-París, 27 de mayo de 1733) fue un grabador a buril francés, miembro de la Académie royale de peinture et de sculpture y grabador del rey.
De una familia de artistas que se remonta a su tío abuelo, Philippe Thomassin, e hijo de un grabador de su mismo nombre, estuvo casado con Geneviève Bailly —hija del pintor y grabador Jacques Bailly— con quien tuvo al menos tres hijos, que lo asistirían en el momento de su muerte: Henri Simon Thomassin, también grabador, Gabriel, presbítero y bachiller en teología, y Nicolás, pintor.
En 1694 publicó su obra más célebre, en la que venía trabajando desde 1689: el Recueil des statues, groupes, fontaines..., du chateau & parc de Versailles, una colección de 218 láminas hechas a partir de sus propios dibujos de las estatuas, grupos, relieves, fuentes y otros ornamentos del Palacio de Versalles y sus jardines, de la que se hizo una segunda edición en La Haya en 1723 con textos en francés, latín, italiano y holandés. Aunque, según Haskell y Penny, Thomassin era uno de los artistas franceses más mediocres de cuantos habían disfrutado de una pensión en la Academia Francesa de Roma, su libro cumplía el objetivo de dar a conocer las riquezas del nuevo palacio de Luis XIV y proclamar el éxito del proyecto de Colbert de llevar a Francia «todo aquello que de bello hay en Italia», ya fuese adquiriendo los originales, cuando ello resultase posible, o proporcionándose vaciados de escayola para ser posteriormente copiados en mármol o vaciados en bronce. Veintiocho de sus grabados copiaban obras de la antigüedad, conviviendo con las esculturas modernas de François Girardon, Antoine Coysevox o Pierre Puget. Su «limitado valor estético» se ve compensado por el interés que tiene como primer catálogo ilustrado de las piezas artísticas y decorativas conservadas en Versalles, aunque se echa en falta la ausencia de indicaciones sobre la localización y tamaño de las obras y es posible que alguna de las incluidas, como la copia del Hermafrodito hecha por Martin Carlier o el grupo de los Luchadores de Jean Cornu, nunca estuviesen en Versalles.
Aprovechó los mismos dibujos para un segundo álbum publicado en París en 1703, en el que recogía una selección de las cincuenta más bellas figuras de Versalles (Recueil de cinquante des plus belles figures antiques et moderns), completando el grabado a buril con el aguafuerte y añadiendo al pie de cada figura una breve explicación con el título de la obra y el autor.
Son suyos también, entre otros, los grabados que ilustran L'anatomie de l'homme suivant la circulation du sang, & les dernières découvertes démontréee au Jardin-royal de Pierre Dionis, París, 1690, incluyendo el retrato del autor tras la portada por pintura de Bon Booullogne y las láminas anatómicas en páginas interiores; las ilustraciones de la monumental obra de Louis-Sébastien Le Nain de Tillemont, Mémoires pour servir à l'histoire ecclésiastique des six premiers siècles, en dieciséis tomos (1693-1712), y las estampas de la Histoire de Nôtre-Dame de Liesse de Etienne-Nicolas Villette (Laon, 1728), por invención de Jacques Stella.